# IPad (第9世代)
iPad（第9世代）は、iPad（第8世代）の後継としてAppleによって開発・販売されていたタブレット端末である。2021年9月14日に発表され、2021年9月24日に発売された。「iPad 9」とも呼ばれている。

## 特徴
Apple A13 Bionicチップを搭載し、SoCおよびニューラルエンジンのパフォーマンスが前モデルと比較して20％向上した。 
264PPIのピクセル密度で1620x2160ピクセルの前モデルと同じ10.2インチRetinaディスプレイを備えている。本体色に関わらずベゼルカラーが黒のみとなったディスプレイは、新たに周囲の照明温度に基づいて色温度を調整できるTrue Tone対応である。古い120万画素フロントカメラに代わり、新しい1,200万画素センターステージ対応フロントカメラ(視野角122°)が実装された。基本ストレージは64GBである。
iPadOS 15〜iPadOS 17が初期OSとしてインストールされる。
Apple Pencil（第1世代） に対応している他、 Smart Keyboard 、およびキーボードアタッチメント用のSmartConnectorと互換性がある。
Lightning端子とホームボタンを搭載した最後のiPadである。

### 同梱品[3]
- Lightning - USB-Cケーブル
- 20W USB-C電源アダプタ

### 環境への負荷を軽減[3]
- 100%再生アルミニウム使用
- マグネットに100%再生希土類元素を使用
- ロジックボードのはんだは100%再生スズ
- 35%以上再生プラスチックを使用

## ハードウェア

### 通信

#### Wi-Fi
IEEE802.11ac (Wi-Fi 5) 、デュアルバンド（2.4GHz/5GHz）、MIMO対応HT80に対応し、最大通信速度は、866Mbpsである。

#### Wi-Fi + Cellularモデル
eSIM対応

##### 4G LTE
通信速度は、ギガビット級LTEと発表されている。
バンド: 1、2、3、4、5、7、8、11、12、13、14、17、18、19、20、21、25、26、28、29、30、34、38、39、40、41、66

##### 3G
UMTS/HSPA/HSPA+/DC-HSDPA（850、900、1,700/2,100、1,900、2,100MHz）

## iPadモデルの変遷
（横スクロールできる画像です）